# Gladys Marín
Gladys del Carmen Marín Millie (Curepto, 16 de julio de 1937-Santiago, 6 de marzo de 2005) fue una profesora y política chilena, presidenta y secretaria general del Partido Comunista de Chile. Fue diputada en los periodos 1965-1969, 1969-1973 y reelegida en 1973.

## Biografía
Gladys Marín nació el 18 de julio de 1937 en Curepto. Hija del campesino Heraclio Marín y de la profesora primaria Adriana Millie, y la segunda de 4 hijas (Silvia, Nancy y Soria). Su padre abandonó el hogar tempranamente, por lo cual su madre debió hacerse cargo de criar a ella y a sus tres hermanas. Cumplidos los 4 años de edad, las Marín Millie emigraron a Sarmiento y después a Talagante, donde fue a la escuela primaria, en donde, si bien aprendió rápidamente a leer, se le caracterizaba por ser desordenada, inquieta, y con rasgos de liderazgo ante sus compañeros de clase, que con los años se fue fortaleciendo.
Se formó como profesora en la Escuela Normal de Preceptores, donde comenzó a asistir a las reuniones de la Federación de Estudiantes Normalistas, siendo elegida presidenta de dicha federación. Se tituló como profesora en 1960.
En 1963, Gladys Marín se casó con Jorge Muñoz Poutays, a quien había conocido en 1959. De ese matrimonio nacieron sus hijos Rodrigo y Álvaro.

## Carrera política

### Inicios y diputada

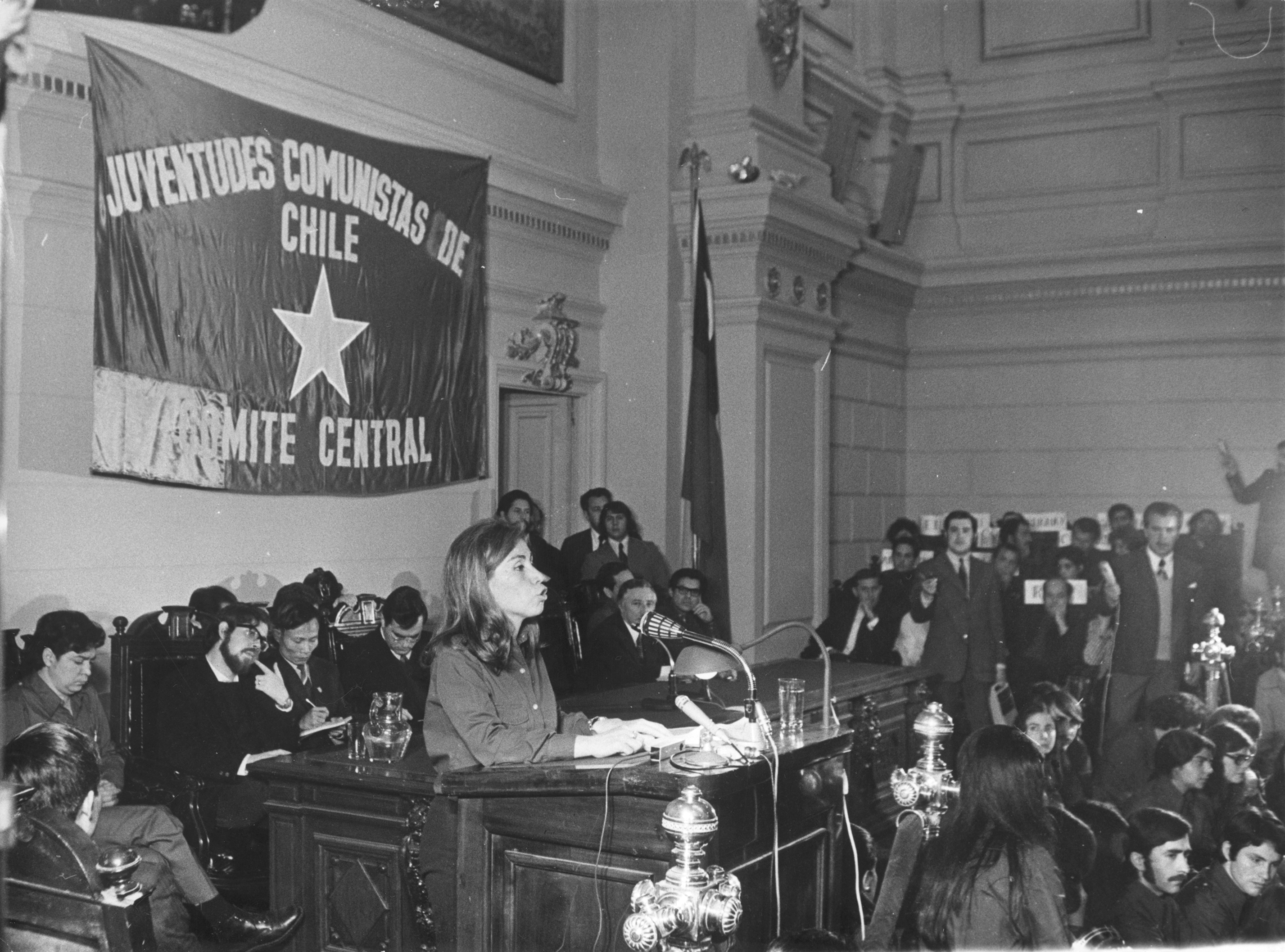
Marín en un congreso de las Juventudes Comunistas en 1972.

En 1958 ingresó a las Juventudes Comunistas de Chile, en donde participó activamente en labores comunitarias en barrios vulnerables, que iban desde la plantación de áreas verdes, arreglar fachadas, realizar murales, entre otros.
En 1960, participó en el comité central de las Juventudes Comunistas y en 1965 fue elegida Secretaria General. Ese mismo año, Gladys Marín fue dirigente del Comando Juvenil de la candidatura de Salvador Allende. En las elecciones de 1964, sin embargo, resultó elegido Eduardo Frei Montalva. 

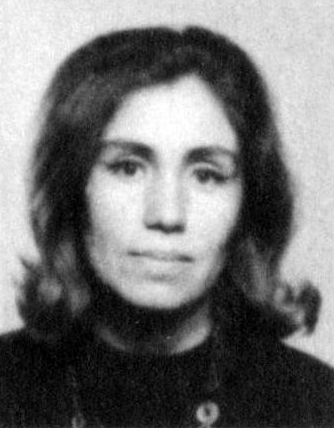
Gladys Marín como Diputada del periodo parlamentario 1969-1973.

En las elecciones parlamentarias de 1965, fue elegida diputada por el 2.° distrito Santiago —correspondiente a las comunas de Renca, Conchalí, Recoleta, Independencia, Colina, Til Til, Talagante, Curacaví, Quinta Normal y Barrancas (actual Pudahuel)—, siendo todas las comunas de extracción popular. Fue reelegida como diputada en las elecciones parlamentarias de 1969 y 1973, con una alta votación. Ocupó su cargo en el Congreso hasta el 11 de septiembre de 1973.

### Dictadura militar y exilio

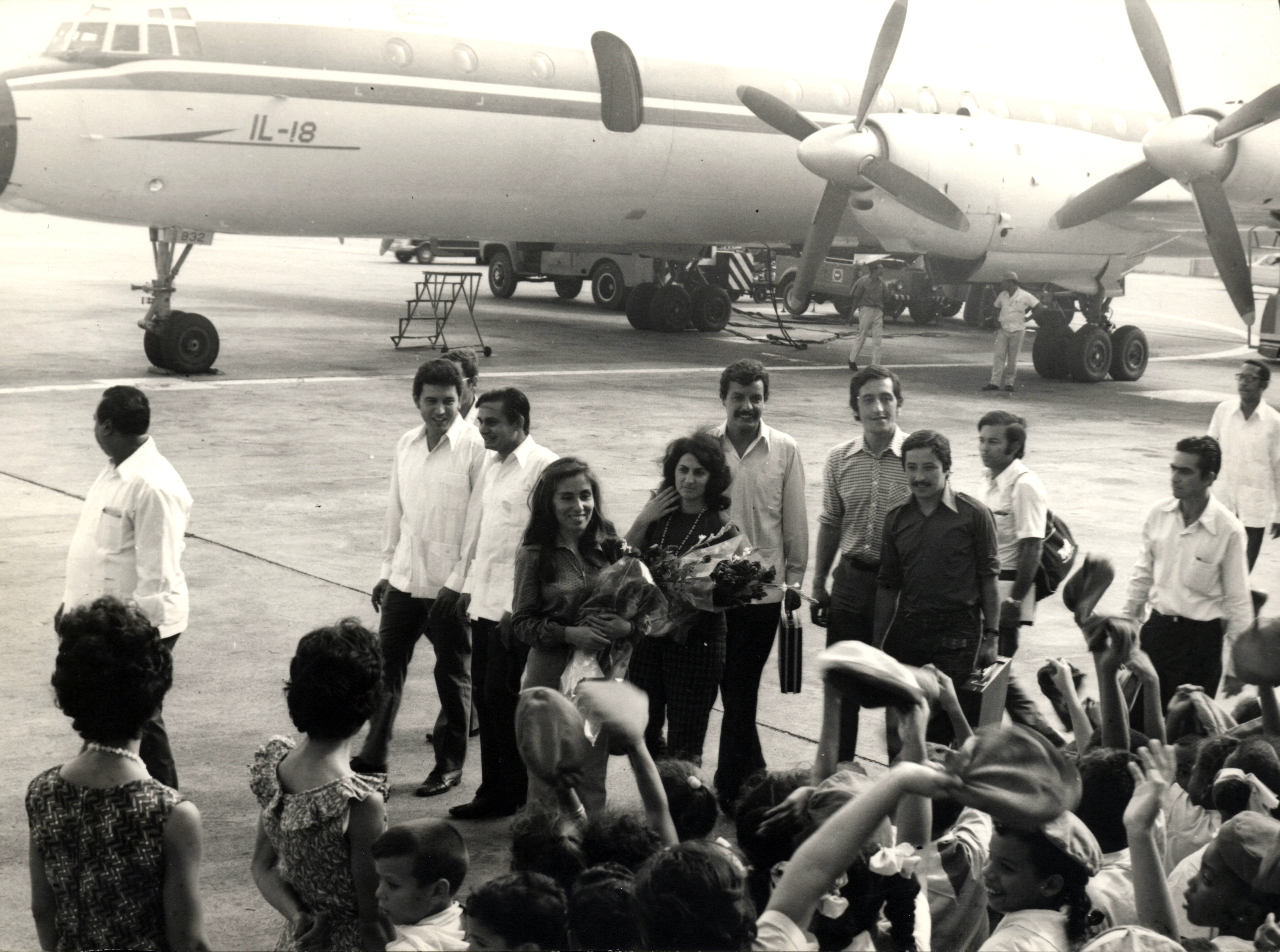
Gladys Marín junto a Luis Corvalán.

Tras el golpe de Estado de 1973, que derrocó al gobierno de Allende, Gladys Marín pasó a la clandestinidad, luego de que el Bando N.º 10 de la Junta Militar ordenara la entrega voluntaria de 95 adherentes a la Unidad Popular, entre los cuales figuraba Gladys, Orlando Letelier, Luis Corvalán, Carlos Altamirano, entre otros (gran parte de ellos terminaron encarcelados, torturados, asesinados, o en calidad de detenido desaparecido).
En diciembre de 1973, por decisión del Partido Comunista, se asiló en la embajada de los Países Bajos en Santiago, permaneciendo allí ocho meses debido a que la dictadura militar le negaba el salvoconducto. En 1976, fue detenido en Chile su marido Jorge Muñoz, miembro de la Comisión Política del Partido, ignorándose hasta hoy su paradero. Ella supo la noticia mientras se encontraba en Costa Rica.

### Regreso a Chile y transición a la democracia

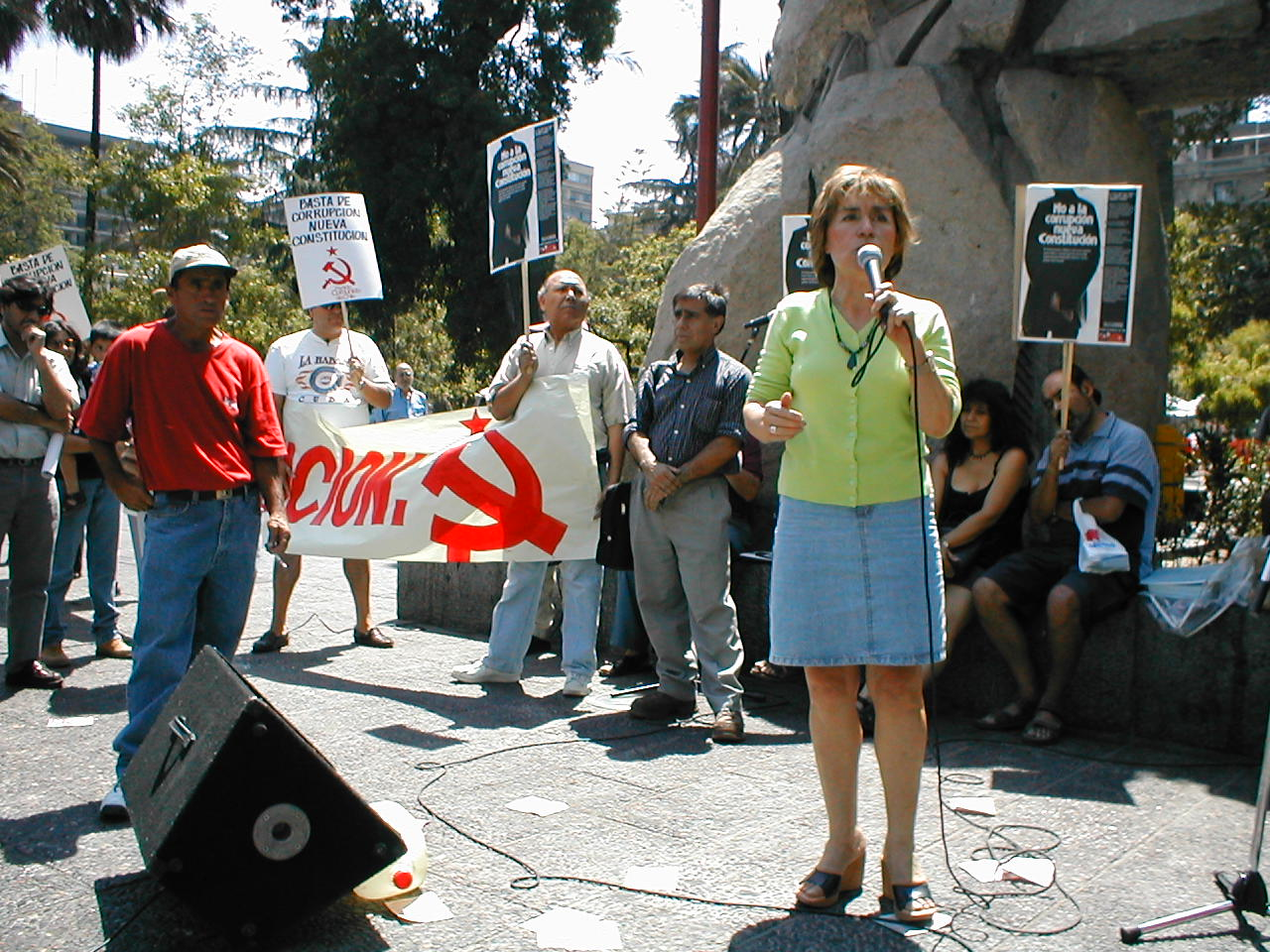
Gladys Marín en la Plaza de Armas de Santiago.

En 1978, regresó clandestinamente a Chile y encabezó el trabajo de dirección del partido; en 1984 asumió como subsecretaria del mismo. En 1986 asume como jefe político del brazo paramilitar del partido, el Frente Patriótico Manuel Rodríguez (FPMR), para hacer ingreso, junto con el Jefe Militar del PC (Guillermo Tellier, con el nombre falso de Sebastián Larrain) del mayor tráfico de armamento y munición en Latinoamérica, donde ingresaron 90 toneladas de armamento y explosivos, que fueron, en parte, decomisadas por las Fuerzas Armadas. Tras el fin de la dictadura en 1990, Gladys Marín fue elegida Secretaria General del Partido Comunista de Chile en 1994, el cargo más importante dentro de dicho partido.
En 1996, durante un acto de conmemoración del 11 de septiembre, Marín realizó un discurso en el que emitió las siguientes palabras: "El responsable principal del terrorismo de estado, de los crímenes contra la humanidad, Pinochet, sigue haciendo política y dando órdenes. Y eso lo hace porque el Gobierno se lo permite". El Ejército de Chile se querelló contra ella con base en la Ley de Seguridad Interior del Estado, señalando que habría injuriado y calumniado al entonces comandante en jefe de la institución, por lo que fue detenida en octubre de aquel año. La querella fue retirada tras la intercesión del Ministro de Defensa Edmundo Pérez Yoma, por "“razones humanitarias y de Estado".
En 1997 fue candidata a senadora por la circunscripción VII Santiago Poniente; siendo derrotada al obtener la cuarta mayoría con el 15,69 % (174 780 votos) del total de sufragios.
El 12 de enero de 1998, interpuso la primera querella en contra de Augusto Pinochet, por la desaparición de Jorge Muñoz.
En junio de 1998 fue designada por su partido para ser candidata presidencial en la elección de 1999 fue candidata a la presidencia de la República, en representación de la lista Unidad de Izquierda. Era la primera vez que el Partido Comunista postulaba a un militante de sus filas a ese cargo. Marín obtuvo un 3,19 % de los votos.

## Últimos años
El 25 de septiembre de 2003, fue internada en una clínica de Santiago donde el equipo médico le diagnosticó la presencia de un tumor cerebral (glioblastoma multiforme). El 1 de octubre viajó a Estocolmo (Suecia) para ser intervenida en la Clínica Karolinska. 
El 19 de octubre viajó a La Habana (Cuba) para iniciar un proceso de rehabilitación dispuesto por su amigo personal, Fidel Castro. 
En febrero de 2004 presenta su libro autobiográfico La vida es hoy en la Feria Internacional del Libro de Cuba con prólogo escrito por Silvio Rodríguez. El 4 de septiembre de 2004, aún en ese país, fue nuevamente operada de una necrosis de tejidos. En octubre volvió a Santiago hasta el 7 de noviembre, cuando regresó a Cuba para retornar a Chile un mes después.

## Fallecimiento

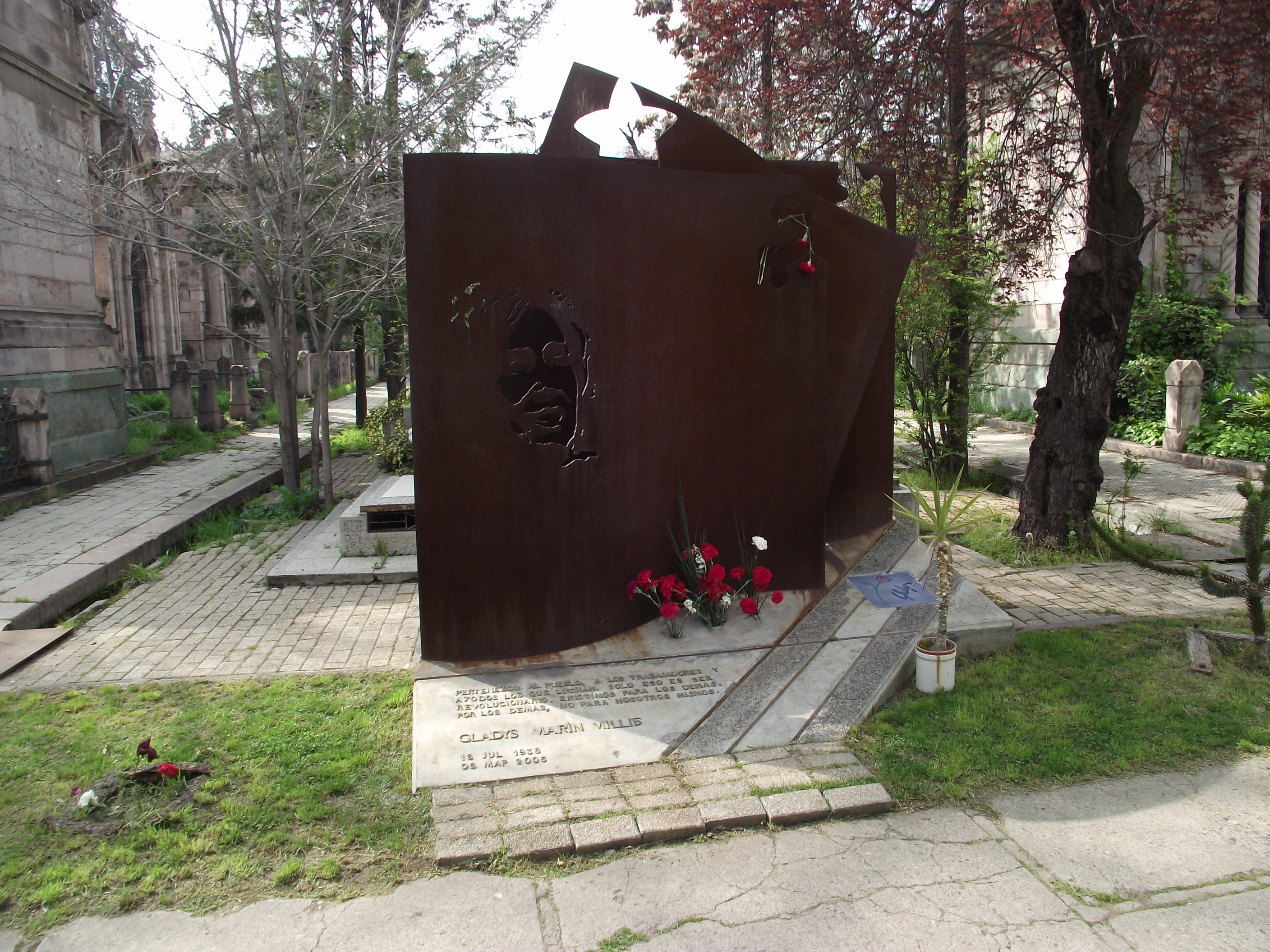
Tumba de Gladys Marín en el cementerio General de Santiago.

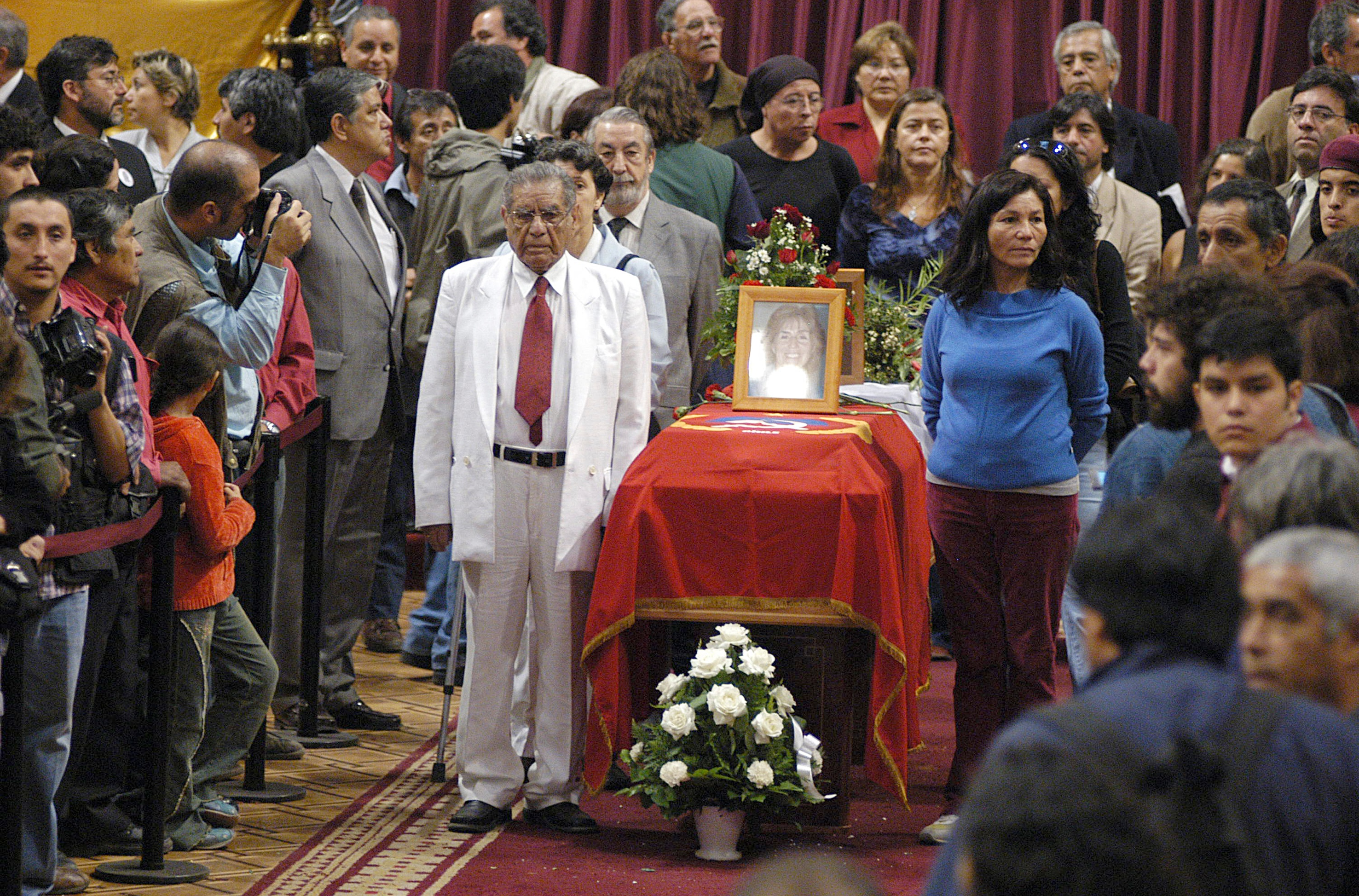
Velatorio de Gladys Marín, con el músico Lalo Parra, la actriz Rosa Ramírez, el escritor Pedro Lemebel, entre otros.

Falleció a la una de la mañana del domingo 6 de marzo de 2005 en su casa de Lo Cañas, en la comuna de La Florida, Santiago, tal como ella misma lo pidiese. Fue despedida en un multitudinario homenaje y el Gobierno de Chile declaró dos días de duelo oficial. A su funeral, asistieron políticos de todas las tendencias, entre ellos el presidente chileno de entonces, Ricardo Lagos Escobar.
El 10 de septiembre del 2005 se cambió el nombre del tramo de la avenida Pajaritos en Estación Central por Avenida Gladys Marín Millie. 
En 2016 se publica el libro póstumo Mi amiga Gladys del escritor Pedro Lemebel en que se relata la amistad de ambos.

## Conmemoración de los 20 años
El 6 de marzo del 2025 al conmemorarse los 20 años del fallecimiento de la exdiputada el Partido Comunista de Chile realizó un acto con una romería al memorial de Gladys Marín ubicado en su tumba en el cementerio General de Santiago. El día anterior el 5 de marzo se realizó en la explanada del Museo de la Memoria y los Derechos Humanos un acto cultural para recordar a la ex dirigenta comunista, con la presencia de sus hijos, familiares, dirigentes comunistas como público en general se recordó el legado dejado por la ex parlamentaria. Se presentaron en el acto los hermanos Coulón, del conjunto Inti-Illimani. En este acto se presentó el libro Gladys Marín. Una vida revolucionaria, del investigación del historiador Mario Amorós, presentaron el libro: Lautaro Carmona, presidente del Partido Comunista de Chile, Álvaro Muñoz Marín, hijo de Gladys Marín, Diamela Eltit, escritora, Premio Nacional de Literatura y Mario Amorós, autor del libro. En el acto estuvieron tres de los cuatro ministros militantes comunistas del gabinete del gobierno de Gabriel Boric, Jeannette Jara, ministra del trabajo, Nicolás Cataldo, ministro de educación y Jaime Gajardo, ministro de justicia.

## Historial electoral

### Elecciones parlamentarias de 1969
- Elecciones parlamentarias de 1969 para la 7.ª Agrupación Departamental, Talagante.[16]

### Elecciones parlamentarias de 1993
- Elecciones Parlamentarias de 1993 a Diputado por el Distrito 18 (Cerro Navia, Lo Prado y Quinta Normal)[17]

### Elecciones parlamentarias de 1997
- Elecciones parlamentarias de 1997 a Senador por la Circunscripción 7 (Santiago Poniente)[18]

### Elecciones Presidenciales de Chile de 1999
Resultado de las elecciones de 1999 para la presidencia de la República